# Metato (Camaiore)
Metato è una frazione del comune di Camaiore, in provincia di Lucca.

## Geografia fisica
Il borgo è situato sulle pendici del monte Prana (1221 m), la vetta più meridionale delle Alpi Apuane. Da qualsiasi punto, la vista si apre sulla piana di Camaiore che, si riapre dopo il colle di Pedona e quello di Monteggiori, sulla pianura di Capezzano che termina con Lido di Camaiore ed il mare. Nei giorni di particolare limpidezza è possibile intravedere anche le sagome delle isole Capraia, Gorgona e finanche la penisola a nord della Corsica.

## Storia
Il suo nome deriva dal seccatoio per le castagne che, soprattutto nelle località dell'Appennino tosco-emiliano, è chiamato per l'appunto metato. Si è sviluppato principalmente nel corso del XVIII secolo, al quale risalgono la chiesa, il campanile e la fontana. Ancora sino alla fine degli anni '70 del '900 il paese era isolatissimo e lo si considerava estremamente remoto, privo di energia elettrica e collegamento stradale carrabile: lo si raggiungeva solo a piedi, lungo un sentiero e con circa un'ora di cammino fra bellissimi boschi, proveniendo dalla frazione di Vado di Camaiore sita a Sud-Ovest.

## Monumenti e luoghi d'interesse

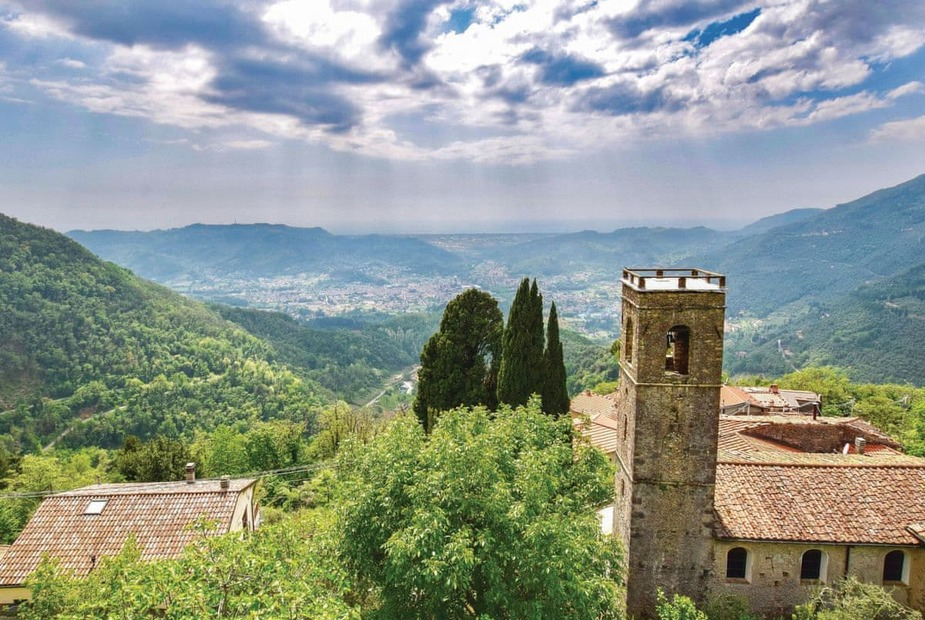
Panorama dalla chiesa di Metato

### Architetture religiose
- Chiesa di Santa Maria Assunta, risalente al XVIII secolo.

### Siti archeologici
Dal punto di vista scientifico, tra il 1914 ed il 1922, nella Buca del Tasso, sulla destra del torrente Carpigna, furono portate a termine delle campagne archeologiche, dirette dal Comitato per le Ricerche di Paleontologia Umana o paleoantropologia di Firenze che vi rinvennero, oltre ad alcuni strumenti in pietra, anche dei resti ossei animali, tra i quali è stato riconosciuto un femore umano e parte di un teschio riferibile all'epoca dell'ultimo uomo di Neanderthal, scomparso circa 40.000 anni fa.
Di notevole importanza sono anche i resti di un castello o villaggio fortificato eretto nel XII secolo su una altura che sovrasta l'abitato di Lombrici. Fu comproprietà dei nobili di Corvaia e Vallecchia.

## Cultura

### Citazioni
- Scolpiti su una lastra di marmo sulla piazzetta della chiesa, alcuni versi del paesano Bruno Moriconi (Carmelitano Scalzo) dipingono le caratteristiche di Metato:

(Bruno Moriconi, Poesie sulla pietra al Borgo di Metato, in: La Nazione, 28 maggio 2008)
La parola pécchia, oltre significare ape ed il resto di chermes rimasto nella caldaia al termine della colorazione delle stoffe, in toscano significa buccia. In particolare, la sottile membrana che si trova sotto la buccia della castagna. Nella poesia è stata scelta per indicare l'approssimativo e discontinuo rossiccio dei tetti del borgo di Metato con un termine che, insieme alle castagne secche o rugose, ne richiama anche il significato originario di seccatoio.

## Economia
Le risorse principali derivavano dagli ulivi e dalle castagne, da cui gli abitanti avevano possibilità di trarre un certo guadagno o di farne materia di scambio con altri generi tipici delle zone pianeggianti. Gli altri generi di prodotti, come le patate, il grano, il granturco, la vite e la verdura, venivano coltivate solo in funzione del consumo familiare. Ogni famiglia aveva il suo forno per la cottura del pane e di altri cibi, come le torte salate e la Scarpaccia. Anche le stalle ed i porcili, situati fuori del paese, servivano per lo più, al bisogno della famiglia.
Oggi la coltivazione della terra è, purtroppo, stata abbandonata, ma il borgo va riprendendo interesse anche per merito di villeggianti stranieri, alcuni dei quali, hanno comprato e risistemano alcune delle case.